# Thor Heyerdahl
Thor Heyerdahl (Larvik, 6 oktober 1914 – Colla Micheri, 18 april 2002) was een Noors antropoloog.
Hij probeerde met een aantal bijzondere en opvallende expeditiereizen aan te tonen dat vertegenwoordigers van heel oude culturen, zoals de Eskimo's en de indianen, al met elkaar in contact gekomen kunnen zijn.

## Studies en interesse
Heyerdahl studeerde van 1933 tot 1936 zoölogie en geografie aan de universiteit van Oslo. Tijdens een poging, samen met zijn vrouw Liv, een jaar op een natuurlijke wijze te leven op het geïsoleerde eiland Fatu Hiva van de Marquesaseilanden (ook de Markiezeneilanden genoemd) in de Stille Oceaan, raakte hij geïnteresseerd in de cultuur van Polynesië.
Wat hem vooral intrigeerde was een overeenkomst tussen de legendarische Polynesiër Tiki en een held uit de voor-Incatijd, Kon-Tiki. Deze laatste was volgens een oude legende in circa 500 Zuid-Amerika ontvlucht omdat hij slachtoffer van een massamoord dreigde te worden. Zuid-Amerika ligt vanaf het eiland pal in het Oosten. Thor merkte op dat de wind en de stroming rond het eiland vrijwel elke dag van het jaar uit het Oosten kwamen, en kwam zo op het idee dat een zeer eenvoudige boot die in Zuid-Amerika van land gaat mogelijk ook de grote oversteek van de Stille Oceaan had kunnen maken. De Noor besloot daarop via een expeditie met een vlot experimenteel te bewijzen dat migranten uit Zuid-Amerika in die tijd reeds Polynesië hadden kunnen bereiken.
In de Tweede Wereldoorlog deed Heyerdahl dienst bij de Noorse paratroepen. Daarna begon hij zijn eerste expeditiereis voor te bereiden.

## De expedities

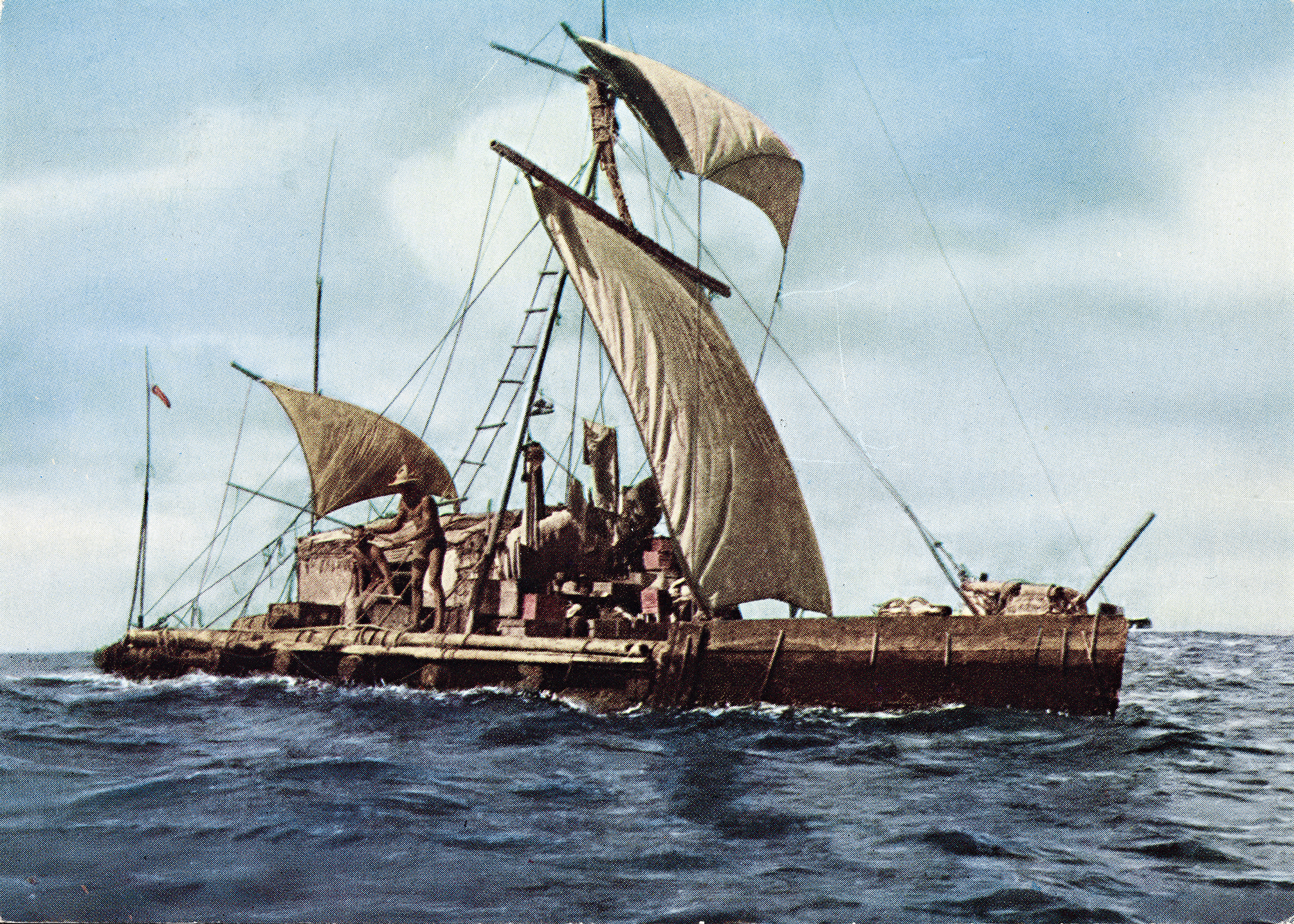
De Kon-Tiki.

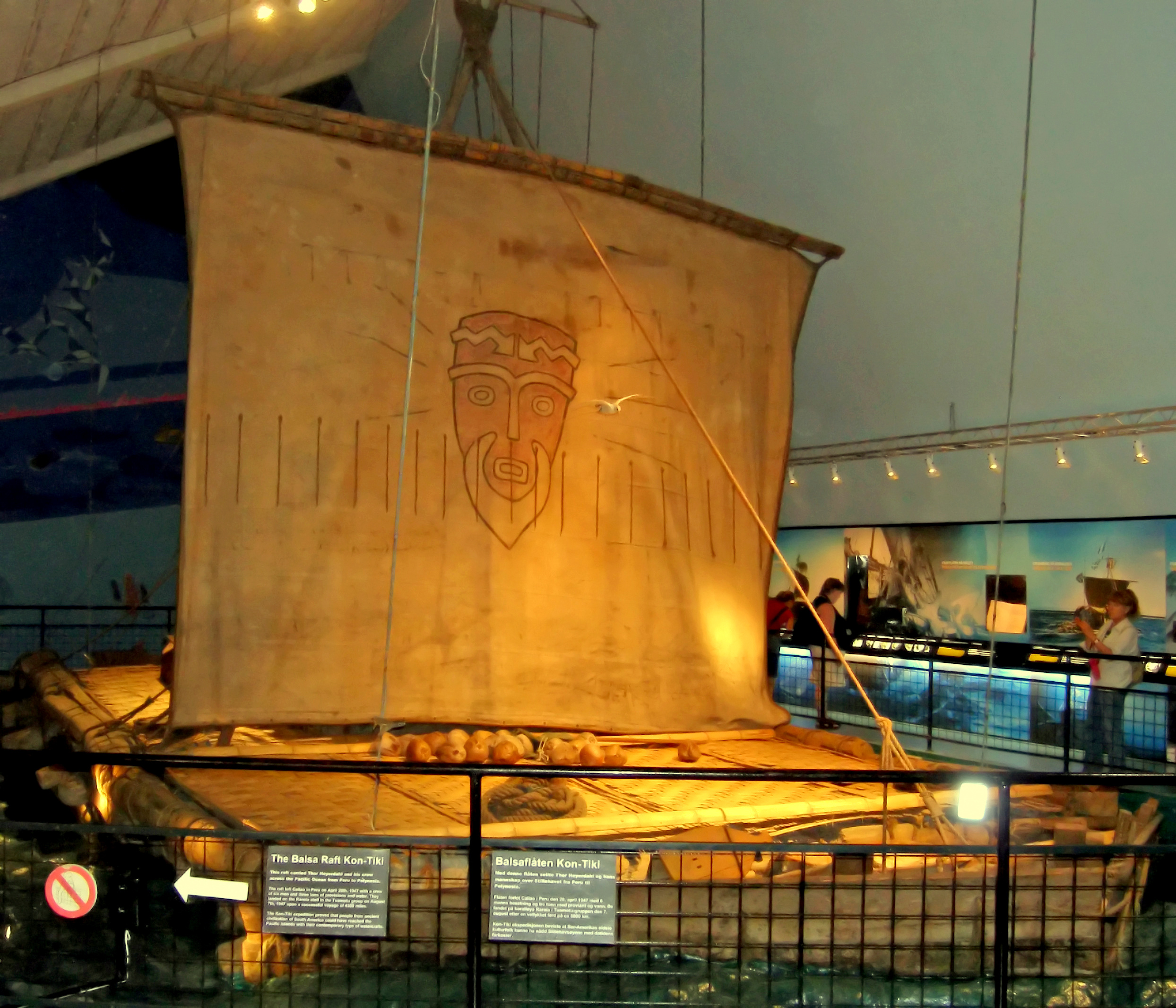
De Kon-Tiki in het gelijknamige museum in Oslo

Op 28 april 1947 begon Heyerdahl met vijf mede-opvarenden zijn zeereis van Peru naar Polynesië op een vlot van balsahout, dat hij de Kon-Tiki noemde. De constructie van dat vlot had hij zelf geleid. Het vaartuig was gebouwd naar Incamodel. Ze deden 101 dagen over deze reis, waarin ze, afhankelijk als ze waren van de stroming en de wind, al meanderend 6880 km aflegden. Ze landden uiteindelijk op het atol Raroia, in de Tuamotueilandengroep ten zuiden van de Marquesaseilanden in Frans-Polynesië. Het boek dat Heyerdahl daarover schreef werd een bestseller. Heyerdahl suggereerde op basis van overeenkomsten in planten, cultuur en mythologie met het continent Amerika, dat er twee opeenvolgende golven van civilisatie zijn geweest, waarbij de eerste uit Amerika kwam en een latere uit Azië. DNA-onderzoek bewijst dat de voorouders van de huidige generatie Polynesiërs uit Azië komen. Bloedproeven uit 1971 en 2008 van Paaseilanders zonder enige Europese of andere externe afkomst werden geanalyseerd in een studie uit 2011, concluderend dat dit aspecten van Heyerdahls hypothese ondersteunt. Dit resultaat werd aanvankelijk betwijfeld vanwege mogelijke DNA-vervuiling door Zuid-Amerikaanse immigratie na de Europese contacten. Evenwel spreekt het meest recente DNA-onderzoek (na de dood van Heyerdahl) deze post-Europese vervuiling tegen, omdat het Zuid-Amerikaanse DNA veel ouder is dan deze Europese contacten. In 2020 bevestigde DNA-analyse dat inheemse Zuid-Amerikaanse contacten met Polynesische volkeren hebben bestaan voordat Paaseiland werd bevolkt.
In 1953 volgde een expeditie naar de Galapagoseilanden en in 1955–1956 naar Paaseiland.
In de jaren zestig experimenteerde Heyerdahl met de bouw van een boot van Egyptisch papyrusriet van circa 17 meter lengte, die hij naar de Egyptische zonnegod Ra noemde. Hij construeerde de boot in de schaduw van de piramide van Cheops naar Oud-Egyptisch ontwerp (begrafenistekeningen van papyrusschepen van het Oude Rijk mét een touw van de steven naar het achterdek) en wilde ermee bewijzen dat men met de middelen die men toen had een oceaan kon oversteken. Aangezien papyrusriet in Egypte nauwelijks nog bestond, liet hij er tonnen van het Tanameer in Ethiopië komen. Hij liet ook twee ervaren traditionele Buduma scheepsbouwers komen van het Tsjaadmeer. Heyerdahl zag er op toe dat de bouwers de steven niet recht afsneden, maar het Egyptische ontwerp aanhielden, maar van het touw op de tekening zag hij niet het nut.  
In 1969 mislukte een poging om met zes internationale mede-opvarenden in de Ra I de overtocht te maken. Ze vertrokken van Safi in Marokko. De zware stuurriemen braken, maar het ging pas goed mis toen de steven door de afwezigheid van het touw, waarmee het met het achterdek verbonden had moeten zijn, door het water sleepte. Het schip begon daardoor papyrus te verliezen. Ze bleven steken op slechts 1000 km (een vijfde deel) van het einddoel, 2662 nautische mijlen van Safi vandaan. Papyrus was uitstekend materiaal gebleken voor een reis over de oceaan. Daarbij bleek drijven belangrijker dan zeilen, dat hadden de problemen met de stuurriemen bewezen. Het lukte Heyerdahl wel tien maanden later, in 1970, met de papyrusboot Ra II. Voor de bouw liet hij als scheepsbouwers Aymara indianen komen van het Titicacameer. Zij hadden, in tegenstelling tot de Buduma, de gebogen steven en boeg behouden, net als op het Oud-Egyptische en Mesopotamische ontwerp. Ze bouwden rieten schepen die niet alleen voor het Titicacameer, maar ook voor de open zee ontworpen waren. Het schip was ditmaal niet 50, maar 40 voet lang. Daarmee voer Heyerdahl in 56 dagen van Safi in Marokko naar Barbados, dat hij op 12 juli bereikte. De Ra II is te bezichtigen in het Kon-Tikimuseum te Oslo.

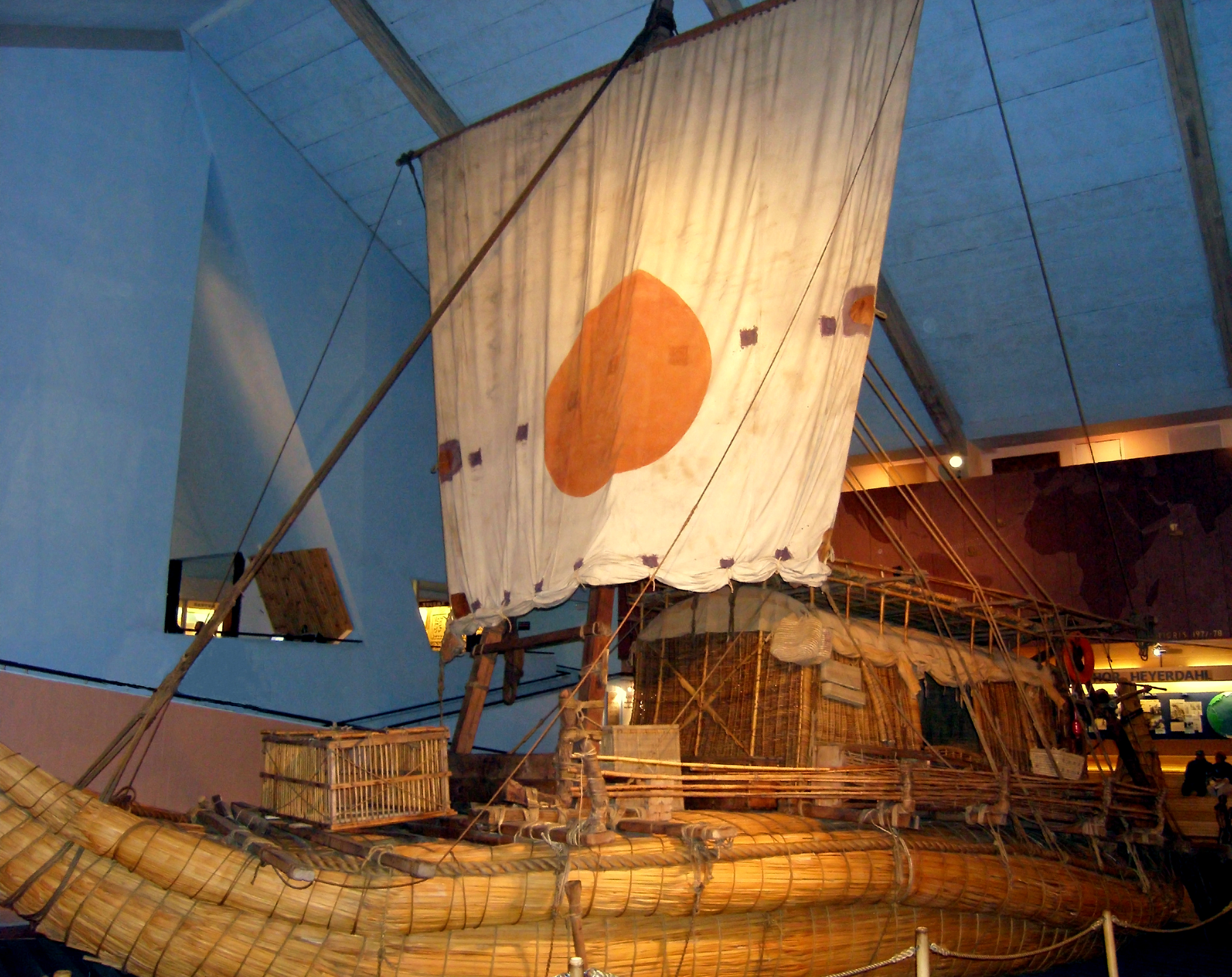
De Ra II

In 1978 maakte Heyerdahl een rieten boot naar oud Sumerisch voorbeeld, die hij Tigris noemde, waarmee hij van Syrië naar India wilde varen. Deze Tigris-expeditie brak echter abrupt af in Djibouti. Uit protest tegen de oorlog in de Hoorn van Afrika verbrandde Heyerdahl daar het vaartuig eigenhandig.
Van 1982 tot en met 1984 leidde hij een expeditie naar de Maldiven, van 1986 tot 1988 naar Paaseiland en in 1988 ten slotte naar Peru.
In 1991 onderzocht Heyerdahl een groep steenhopen bij Güímar op Tenerife en ontdekte dat het niet zomaar steenhopen waren, maar piramides. Er is nu bij deze plaats een museum ingericht waarin de aandacht wordt gevestigd op piramides en restanten van piramides van Egypte tot Zuid-Amerika, via onder meer Tenerife. Hiermee wordt duidelijk dat het Heyerdahl begonnen was om de hypothese dat de kunst van het piramide-bouwen ooit door mensen over de oceaan was gebracht. Zijn streven om te laten zien dat dit kon met een primitief vaartuig was dus bedoeld om een argument tegen deze hypothese weg te nemen. 
Hoewel sommige tochten mislukten, bewees het welslagen van een aantal van dit soort primitieve oceaanreizen volgens Heyerdahl dat mensen uit het oude Egypte en Peru deze en andere delen van de wereld kunnen hebben bezocht, lang voordat westerse ontdekkingsreizigers dat deden. Zijn theorieën werden door veel wetenschappers niet serieus genomen, maar dat deed niets af aan zijn algemene populariteit.

## Heyerdahls nalatenschap
Heyerdahls film Kon-Tiki won in 1951 de Oscar voor beste documentaire.
In Oslo staat het door hem gestichte Kon-Tiki Museet.
Heyerdahl was ridder in een pseudo-orde, de Orde van Sint-Johannes van Jeruzalem, en droeg het kruis van deze orde op zee op zijn blote borst boven zijn zwembroek.
Heyerdahl was opgenomen in meerdere wetenschappelijke gezelschappen, hij ontving onderscheidingen en vijf eredoctoraten.
- 1951: Commandeur in de Orde van Sint-Olaf, Noorwegen
- 1970: Grootofficier in de Orde van Sint-Olaf, Noorwegen
- 1953: Ridder in de Orde van Verdienste voor Belangrijke Diensten (Orden al Mérito por Servicios Distinguidos), Peru
- 1968: Grootofficier Orde van Verdienste van de Republiek Italië
- 1971: Ridder in de Orde van Verdienste, Egypte
- 1971: Grootofficier in de Orde van de Alaouiten, Marokko
- 1980: Commandeur in de Orde van de Gouden Ark, internationaal

Thor Heyerdahl overleed in 2002, 87 jaar oud, aan een hersentumor.
In 2011 werd het Thor Heyerdahlarchief, bestaande uit foto's, films, manuscripten en documenten van historische, artistieke en culturele waarde, toegevoegd aan de Werelderfgoedlijst voor documenten. Het documentair erfgoed toont de invloed van Heyerdahls werk en de inspiratie die hij was voor anderen.